# Radim Řezník
Radim Řezník (Český Těšín, 20 gennaio 1989) è un calciatore ceco, difensore del Viktoria Plzeň.

## Carriera

### Nazionale
Ha partecipato al Campionato mondiale di calcio Under-20 2009 con la selezione ceca Under-20.
Il 3 settembre 2014 ha esordito con la Nazionale maggiore nell'amichevole Repubblica Ceca-Stati Uniti (0-1).

## Palmarès

### Club

#### Competizioni nazionali
- Campionato ceco: 4

Viktoria Plzeň: 2012-2013, 2014-2015, 2015-2016, 2017-2018
- Český Superpohár: 1

Viktoria Plzeň: 2015